# Elgskyttarne

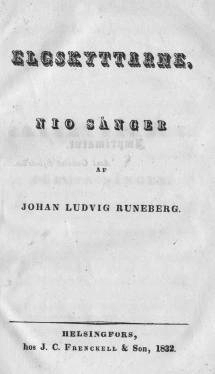
Titelsidan till Elgskyttarne, publicerad 1832.

Elgskyttarne är en längre episk hexameterdikt i nio sånger av Johan Ludvig Runeberg. Den publicerades 1832 men Runeberg hade arbetat på detta idylliska verk från 1828.

## Fotnoter
1. ↑  ”Arkiverade kopian”. Arkiverad från originalet den 15 juli 2007. https://web.archive.org/web/20070715190840/http://www.tsv.fi/ttapaht/016/wrede.htm. Läst 13 juni 2008.